# Gerónimo Rulli
Gerónimo Rulli (španělská výslovnost: [xeɾonimo ˈruli]; * 20. května 1992, La Plata, Buenos Aires) je argentinský fotbalista, který hraje jako fotbalový brankář za Olympique Marseille a argentinský národní tým. Hrál také v Realu Sociedad, Manchesteru City nebo Ajaxu.
S Argentinou vyhrál Copu América 2021 a Mistrovství světa ve fotbale 2022.